# Tony Nese
Anthony Nese (ur. 6 sierpnia 1985 w Brookhaven) – amerykański profesjonalny wrestler, obecnie występujący w federacji WWE w brandzie Raw w dywizji cruiserweight pod pseudonimem ringowym Tony Nese. W przeszłości występował między innymi w Total Nonstop Action Wrestling (TNA) oraz wielu amerykańskich federacjach niezależnych.

## Kariera profesjonalnego wrestlera

### Federacje niezależne (2005–2009)
Nese zadebiutował we wrestlingu 9 września 2005 biorąc udział w Battle Royalu o miano pretendenta do tytułu NYWC Interstate Championship promocji New York Wrestling Connection. 11 listopada wystąpił po raz pierwszy jako Matt Maverick i przegrał ze Spyderem. Pierwszą walkę wygrał 17 grudnia pokonując Spydera i Amazing Reda w trzyosobowej walce. Przez kolejne lata występował pod skróconym pseudonimem Maverick. W 2008 wystąpił w turnieju ECWA Super 8 Tournament, gdzie w pierwszej rundzie wygrał z Robem Eckosem, lecz w półfinale odpadł będąc pokonanym przez Adena Chambersa. W 2009 występował w Dark matchach federacji Ring of Honor.

### Total Nonstop Action Wrestling (2011–2013)
Nese zadebiutował w federacji Total Nonstop Action Wrestling (TNA) 7 lipca 2011 podczas odcinka tygodniówki Impact Wrestling jako część turnieju X Division Showcase. Został z niego wyeliminowany po przegranej w trzyosobowej walce z Jackem Evansem i Jessem Sorensenem. Nese pojawił się 11 sierpnia podczas edycji Impact Wrestling, kiedy to Eric Bischoff ujawniał nowe zasady w X Division. Tydzień później TNA ogłosiło podpisanie kontraktu z zawodnikiem. Tego samego dnia wziął udział w gauntlet matchu o miano pretendenta do tytułu TNA X Division Championship, lecz został wcześnie wyeliminowany z walki. Do telewizji powrócił 15 grudnia, gdzie wziął udział w Best of Three Series z Zema Ionem o miano trzeciego członka walki o X Division Championship na gali Genesis. Nese przegrał pierwszą walkę, wygrał drugą i 29 grudnia przegrał z Ionem w Concract on a Pole matchu. 22 marca 2012 wziął udział w fatal four-way matchu z Austinem Ariesem, Kid Kashem i Zema Ionem, lecz walka zakończyła się bez rezultatu.
Nese został zwolniony z TNA 17 maja 2012 po prośbie o występ Samim Callihanem w walce z The Great Mutą i Kai'em dla promocji Pro Wrestling Syndicate. Mimo tego powrócił do TNA 12 stycznia 2013 podczas gali X-travaganza (emitowanej 5 kwietnia), gdzie on i Rashad Cameron przegrali z Kid Kashem i Dougiem Williamsem.

### Powrót do federacji niezależnych (2012–2016)
Po opuszczeniu TNA, Nese powrócił do federacji niezależnych, między innymi New York Wrestling Connection oraz Pro Wrestling Syndicate. Zaczął używać pseudonimu Anthony Nese i stał się pierwszym posiadaczem PWS Tri-State Championship. Po rywalizacji z Mattem Hardym utracił tytuł na rzecz Star Mana 9 listopada 2012. 12 października 2013 pokonał posiadacza FWE Tri Borough Championship Paula Londona w non-title matchu. Na początku 2013 zaczął pracować dla Dragon Gate USA i Evolve. 3 listopada wziął udział w swojej pierwszej podróży do Japonii występując dla Dragon Gate. 9 listopada podczas gali House of Hardcore 3 pokonał Alexa Reynoldsa i Peteya Williamsa. 8 grudnia zdobył FWE Openweight Gran Prix.
14 września 2014 podczas gali Evolve 35, Nese i Caleb Konley zdobyli Open the United Gate Championship od The Bravado Brothers (Harlema i Lancelota). Podczas pierwszego dnia gali PWE ReFueled, Nese i Jigsaw pokonali Adrenaline Express o FWE Tag Team Championship. Następnego dnia utracili tytuły na rzecz The Young Bucks. 18 lipca 2015 podczas gali House of Hardcore 9, Nese przegrał w walce z Johnem Henniganem. W 2016 zawalczył w ostatnich walkach w New York Wrestling Connection przed podpisaniem kontraktu z WWE.

### WWE

#### Dywizja cruiserweight (od 2016)
W czerwcu 2016 Nese został ogłoszony jednym z członków turnieju Cruiserweight Classic i zaczął występować pod pseudonimem Tony Nese. 23 czerwca pokonał w pierwszej rundzie Anthony'ego Bennetta, jednakże 14 lipca został pokonany przez Briana Kendricka i odpadł z turnieju.
Zadebiutował w brandzie Raw w dywizji cruiserweight 26 września podczas odcinka Raw w roli heela, gdzie przegrał z posiadaczem WWE Cruiserweight Championship TJ Perkinsem. Tydzień później zdołał pokonać Richa Swanna. 13 listopada oficjalnie podpisał kontrakt z federacją. Przez kolejne miesiące głównie współpracował z Drewem Gulakiem w tag teamie nie odnosząc większych sukcesów. W październiku 2017 sprzymierzył się z Noamem Darem, Gulakiem, Ariyą Daivarim i liderem Enzo Amorem, którzy zaczęli występować jako The Zo Train.

## Styl walki
- Finishery
  - 450° splash[1]
  - Reverse piledriver, czasem w wersji pumphandle – 2016
  - Single leg Boston crab, czasem z przyciśnięciem kolana o plecy przeciwnika – 2014
  - Pumphandle slam – od 2016
  - The Running Kneese (Running knee strike w przeciwnika siedzącego w narożniku) – od 2017

- Inne ruchy
  - Cradle piledriver
  - Deadlift turnbuckle powerbomb
  - German suplex, czasem wykonywany na narożnik ringu
  - Legsweep
  - Matrix evasion z dodaniem kopnięć
  - Moonsault, czasem w wersji springboard
  - Wariacje kopnięć
    - Dropkick, czasem wykonywany z górnej liny
    - Spinning heel kick
    - Springboard dropkick
    - Superkick, czasem wykonywany z krawędzi ringu

  - Pumphandle kneeling powerbomb lub pumphandle sitout powerbomb

- Przydomki
  - „The Premier Athlete”
  - „Tony Abs”

- Motywy muzyczne
  - „Buried in the Static” ~ Lost in a Name (WWE; 23 czerwca 2016 – 14 lipca 2016)
  - „Win It All” ~ CFO$[17] (WWE; od września 2016)

## Mistrzostwa i osiągnięcia
- Dragon Gate USA
  - Open the United Gate Championship (1 raz) – z Calebem Konleyem i Trentem Barettą[12]
  - Six Man Tag Team Tournament (2014) – z Calebem Konleyem i Trentem Barettą[18]

- Family Wrestling Entertainment
  - FWE Tag Team Championship (1 raz) – z Jigsawem[13]
  - Openweight Grand Prix (2013)

- International Wrestling Cartel
  - IWC Super Indy Championship (1 raz)

- New York Wrestling Connection
  - NYWC Heavyweight Championship (2 razy)
  - NYWC Tag Team Championship (1 raz) – z Plazmą
  - NYWC Interstate Championship (1 raz)
  - NYWC Fusion Championship (1 raz)

- Pro Wrestling Illustrated
  - PWI umieściło go w top 500 wrestlerów rankingu PWI 500: 291. miejsce w 2012; 253. miejsce w 2013; 248. miejsce w 2014; 265. miejsce w 2015; 137. miejsce w 2016; 231. miejsce w 2017[19]

- Pro Wrestling Syndicate
  - PWS Tri-State Championship (1 raz)